# إنريكي جيل روبلس
إنريكي جيل روبلس (بالإسبانية: Enrique Gil Robles)‏ هو محامي وسياسي إسباني، ولد في 1849 في سلامنكا في إسبانيا، وتوفي في 1908. انتخب عضوا في الكورتيس وهو البرلمان الإسباني.